# Zodiac (lettische Band)
Zodiac (englischer Name; lettisch: Zodiaks, russisch: Зодиак) ist der Name einer Synthie-Pop-Gruppe, die in den 1980er Jahren in Lettland existierte. Ihre Musik war vor allem in der UdSSR erfolgreich. Sie wurde von Jānis Lūsēns gegründet. 

## Diskographie
Die Band brachte insgesamt vier Alben heraus, die unter ihren englischen und russischen Titeln bekannt sind und in verschiedenen Besetzungen produziert wurden:
- Disco Alliance / Диско альянс (1980)
- Music in the Universe / Музыка во Вселенной (1982)
- Музыка из кинофильмов / Music from the Films (1985)
- In memoriam (1989)